# 중산간동로
 중산간동로(Jungsangandong-ro)는 대한민국 제주특별자치도 제주시 봉개동 봉개교차로에서 서귀포시 대륜동중산간도로교차로잇는 도로이다.

## 주요 경유지
제주특별자치도
- 제주시 (봉개동 - 조천읍 - 구좌읍)
- 서귀포시 (성산읍 - 표선면 - 남원읍 - 영천동 - 동홍동 - 서홍동 - 대륜동)

## 노선
| 이름                  | 접속 노선                        | 소재지   | 소재지 | 비고                           |
| --------------------- | -------------------------------- | -------- | ------ | ------------------------------ |
| 봉개 교차로           | 국가지원지방도 제97호선 (번영로) | 제주시   | 봉개동 |                                |
| 새가름마을삼거리      | 신와로                           | 제주시   | 조천읍 |                                |
| 와흘리 교차로         | 와흘로 조와로                    | 제주시   | 조천읍 |                                |
| 대흘리삼거리          | 국가지원지방도 제99호선 (남조로) | 제주시   | 조천읍 | 국가지원지방도 제99호선과 중복 |
| (이름없음)            | 국가지원지방도 제99호선 (남조로) | 제주시   | 조천읍 | 국가지원지방도 제99호선과 중복 |
| 와산리삼거리          | 함와로 와선로                    | 제주시   | 조천읍 |                                |
| 멍중내2교             |                                  | 제주시   | 조천읍 |                                |
| 선흘리 교차로         | 북선로                           | 제주시   | 조천읍 |                                |
| 목성동 교차로         | 선교로                           | 제주시   | 조천읍 |                                |
| 상덕찬 교차로         | 덕평로                           | 제주시   | 구좌읍 |                                |
| 송당사거리            | 지방도 제1112호선 (비자림로)     | 제주시   | 구좌읍 |                                |
| 큰내교                |                                  | 제주시   | 구좌읍 |                                |
| 작은내교              |                                  | 제주시   | 구좌읍 |                                |
| 손자봉삼거리          | 용눈이오름로                     | 제주시   | 구좌읍 |                                |
| 수산리 교차로         | 수봉로                           | 서귀포시 | 성산읍 |                                |
| 수산리삼거리          | 제성로                           | 서귀포시 | 성산읍 |                                |
| 수산초교삼거리        | 수시로                           | 서귀포시 | 성산읍 |                                |
| 수산삼거리            | 지방도 제1119호선 (서성일로)     | 서귀포시 | 성산읍 |                                |
| 난산사거리            | 난산로                           | 서귀포시 | 성산읍 |                                |
| 신산 교차로           | 독자봉로                         | 서귀포시 | 성산읍 |                                |
| 남산교                |                                  | 서귀포시 | 성산읍 |                                |
| 성읍교                |                                  | 서귀포시 | 표선면 |                                |
| 성읍교                |                                  | 서귀포시 | 표선면 |                                |
| 성읍민속마을삼거리    | 지방도 제1119호선 (서성일로)     | 서귀포시 | 표선면 | 지방도 제1119호선과 중복       |
| (이름없음)            | 성읍민속로                       | 서귀포시 | 표선면 | 지방도 제1119호선과 중복       |
| 성읍삼거리            | 국가지원지방도 제97호선 (번영로) | 서귀포시 | 표선면 | 지방도 제1119호선과 중복       |
| 가시리사거리          | 녹산로                           | 서귀포시 | 표선면 |                                |
| 제1가시교             |                                  | 서귀포시 | 표선면 |                                |
| 가시리삼거리          | 한마음초등로                     | 서귀포시 | 표선면 |                                |
| 제2송천교             |                                  | 서귀포시 | 표선면 |                                |
| 신흥2리삼거리         | 원남로386번길                    | 서귀포시 | 남원읍 |                                |
| 샛동물교              |                                  | 서귀포시 | 남원읍 |                                |
| 신흥사거리            | 원남로                           | 서귀포시 | 남원읍 |                                |
| 수망리사거리          | 태수로                           | 서귀포시 | 남원읍 |                                |
| 수망사거리            | 국가지원지방도 제99호선 (남조로) | 서귀포시 | 남원읍 |                                |
| 한남삼거리            | 한산로                           | 서귀포시 | 남원읍 |                                |
| 대성동사거리          | 남위남성로                       | 서귀포시 | 남원읍 |                                |
| 전포2교               |                                  | 서귀포시 | 남원읍 |                                |
| 상위미사거리          | 위미항구로                       | 서귀포시 | 남원읍 |                                |
| 중남2교               |                                  | 서귀포시 | 남원읍 |                                |
| 하례입구사거리        | 하례로                           | 서귀포시 | 남원읍 |                                |
| 신례초등학교앞 교차로 | 신례로                           | 서귀포시 | 남원읍 |                                |
| 신례교                |                                  | 서귀포시 | 남원읍 |                                |
| 하례입구사거리        | 하례로                           | 서귀포시 | 남원읍 |                                |
| 하례2 교차로          | 하산중앙로                       | 서귀포시 | 남원읍 |                                |
| 하례1 교차로          |                                  | 서귀포시 | 남원읍 |                                |
| 제2효례교             |                                  | 서귀포시 | 영천동 |                                |
| 동상효삼거리          | 동상효로                         | 서귀포시 | 영천동 |                                |
| 상효2교               |                                  | 서귀포시 | 영천동 |                                |
| 토평사거리            | 지방도 제1131호선 (516로)        | 서귀포시 | 영천동 |                                |
| 동홍동주민센터사거리  | 동홍로                           | 서귀포시 | 동홍동 |                                |
| 동홍교                |                                  | 서귀포시 | 동홍동 |                                |
| 서홍교                |                                  | 서귀포시 | 서홍동 |                                |
| 제2서홍교             |                                  | 서귀포시 | 서홍동 |                                |
| 중산간도로삼거리      | 신서귀로                         | 서귀포시 | 서홍동 |                                |
| 중산간서로와 직결     |                                  |          |        |                                |

## 주요 건물 및 시설
- CU 제주와흘점 (중산간동로 456/와흘리 1232-1)
- 제주특별자치도 상하수도본부 (중산간동로 601/대흘리 2778-30)
- 대흘1리사무소 (중산간동로 647/대흘리 2237-7)
- GS25 제주대흘점 (중산간동로 700/대흘리 1611-1)
- 와산리사무소 (중산간동로 947/와산리 966-3)
- 선흘1리사무소 (중산간동로 1280/선흘리 1207-2)
- 송당리사무소 (중산간동로 2210/송당리 1266)
- 세븐일레븐 제주송당마을점 (중산간동로 2231/송당리 1318-1)
- CU 제주송당마을점 (중산간동로 2283/송당리 1389-15)
- 성읍1리사무소 (중산간동로 4658/성읍리 655)
- 제주지방해양경찰청 수련원 (중산간동로 4821/성읍리 1332-2)
- 농협 표선농협 하나로마트 가시점 (중산간동로 5230/가시리 2012-6)
- 토산보건진료소 (중산간동로 5561/토산리 1356-8)
- 신흥보건진료소 (중산간동로 5774/신흥리 1770-20)
- 농협 남원농협 신흔2리지점 (중산간동로 5804/신흥리 1757-12)
- SK에너지 신례주유소 (중산간동로 7097/신례리 839-3)
- 신례초등학교 (중산간동로 7116/신례리 822-1)
- CU 서귀토평점 (중산간동로 7738/토평동 1284)
- GS칼텍스 환영주유소 (중산간동로 7862/동홍동 766-7)
- SK에너지 새마을금고 직영 스카이주유소 (중산간동로 7859/동홍동 765-2)
- 스피드메이트 스카이점 (중산간동로 7859/동홍동 765-2)
- CU 서귀남고 사거리점 (중산간동로 7936/동홍동 1075-1)
- GS칼텍스 대홍충전소 (중산간동로 7967/동홍동 1706)
- 금호타이어 동홍중부점 (중산간동로 7987/동홍동 1300-4)
- CU 서귀포동홍점 (중산간동로 8004/동홍동 1682)
- SK에너지 한진주유소 (중산간동로 8028/서홍동 249)
- 새마을금고 서홍 새마을금고 본점 (중산간동로 8037/서홍동 256-2)
- CU  서귀서홍로점 (중산간동로 8038-2/서홍동 259-5)
- GS칼텍스 서홍주유소 (중산간동로 8102/서홍동 1627-11)
- KCTV 제주방송 서귀포지국 (중산간동로 8207/호근동 850-5)
- SK에너지 희망주유소 (중산간동로 8231/호근동 816-2)
- 기아자동차 오토큐 서귀포중앙점 (중산간동로 8240-2/호근동 806)
- CU 서귀호근로점 (중산간동로 8351/호근동 2004)
- CU 서귀고근산점 (중산간동로 8442/서호동 1257-1)